# William Shenstone

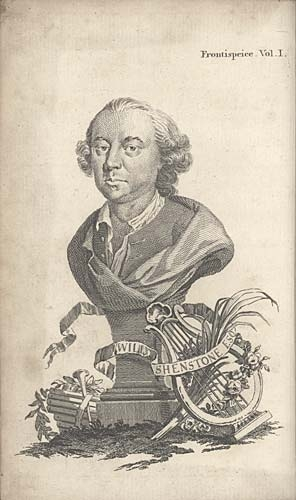
Büste von William Shenstone auf dem Titelblatt von The Works in Verse and Prose of William Shenstone, Esq., Vol. I, 2. Auflage (London, J. Dodsley, 1765)

William Shenstone (* 13. November 1714 in Halesowen; † 11. Februar 1763 ebenda) war ein englischer Dichter.

## Leben und Werk
Er war der Sohn des Geistlichen Thomas Shenstone (1686–1723) und dessen Frau Ann Penn († 1739). Er hatte einen jüngeren Bruder Thomas (1722–1751). Nach dem Tod seines Vaters übernahm sein Onkel Thomas Dolman die Vormundschaft für ihn. Schon als Kind interessierte er sich für Literatur. Seiner ersten Lehrerin, Sarah Lloyd, setzte er später in dem Gedicht The Schoolmistress (1736) ein Denkmal.
Nach Abschluss der Grammar School studierte er ab Mai 1732 am Pembroke College in Oxford. Nach zwei Jahren brach er das Studium ab und zog sich aufs Land zurück, blieb aber bis 1742 offiziell immatrikuliert. Im Alter von 19 Jahren schrieb er sein erstes Gedicht, 1737 veröffentlichte er in kleiner Auflage eine Gedichtsammlung Poems on various occasions. 1743 schrieb er A Pastoral Ballad, eines seiner bekanntesten Gedichte.
Nach dem Tod seines Vormunds 1745 übernahm er das 150 Acres große Familienanwesen The Leasowes und widmete sich neben dem Schreiben der Landschaftsgärtnerei. Er gilt als durch seine Schrift Unconnected thoughts on gardening (1759, veröffentlicht 1764) als einer der Begründer des Konzepts der Ferme Ornée, das ästhetische Gestaltung und landwirtschaftliche Nutzung in Einklang bringen sollte. Dieses beeinflusste unter anderem den amerikanischen Präsidenten Thomas Jefferson bei der Anlage seines Landsitzes Monticello. Shenstone führte zahlreiche Korrespondenzen und empfing Gäste, denen er seine Gärten mit Stolz zeigte. Er verfügte jedoch nur über ein bescheidenes Einkommen und war zeitlebens von finanziellen Sorgen geplagt.
Er starb unverheiratet und ohne Nachkommen, seine Gartenanlagen verfielen nach seinem Tod. Sein literarisches Werk wurde 1764–1769 von seinem Freund Robert Dodsley in 3 Bänden unter dem Titel The works in verse and prose of William Shenstone veröffentlicht.
Seine Gedichte wurden von unter anderem von Oliver Goldsmith und Robert Burns geschätzt. Burns bezeichnete ihn 1786 als that celebrated poet whose divine elegies do honor to our language, our nation and our species. Dagegen äußerte sich Horace Walpole sehr kritisch über ihn. Einen großen Anteil daran, dass Shenstone heute als Dichter fast vergessen ist, hatte insbesondere Samuel Johnson. Dieser schrieb über ihn wenig schmeichelhaft: The general recommendation of Shenstone is easiness and simplicity; his general defect is want of comprehension and variety. Had his mind been better stored with knowledge, whether he could have been great, I know not; he could certainly have been agreeable.
In die Geschichte der englischen Sprache ging Shenstone durch seine Wortschöpfung Floccinaucinihilipilification ein, die er 1741 in einem Brief verwendete.